# Suity orkiestrowe (Bach)
Suity orkiestrowe (nazywane przez ich autora uwerturami), BWV 1066-1069 – cztery suity skomponowane przez Johanna Sebastiana Bacha. 
Nazwa uwertura odnosi się tylko do części pierwszej, w stylu francuskiej uwertury, w której, po majestatycznej, otwierającej sekcji w stosunkowo powolnym, punktowanym (składającym się na przemian z długich i krótkich wartości rytmicznych) rytmie w metrum 2/4, następuje szybka sekcja z fugą, a następnie kończy się krótkim powrotem do melodii otwierającej. W szerszym znaczeniu termin ten był używany w Niemczech w okresie baroku jako suita składająca się z różnych tańców we francuskim stylu barokowym poprzedzonych taką uwerturą. Gatunek ten był bardzo popularny w Niemczech za czasów Bacha, ale kompozytor wykazywał nimi znacznie mniejsze zainteresowanie, niż inni: Robin Stowell podaje, że „135 przykładów Telemanna [stanowi] tylko ułamek tych, ile on, jak wiadomo, pisał”; Christoph Graupner pozostawił po sobie 85; a Johann Friedrich Fasch prawie 100. Bach napisał kilka innych uwertur (suit) dla instrumentów solowych, zwłaszcza V Suitę wiolonczelową BWV 1011, istnieją także autografy: suity gitarowej g-moll, BWV 995, IV partity na instrument klawiszowy D-dur, BWV 828, i uwertury w stylu francuskim, BWV 831 – także na instrument klawiszowy. Dwie ostatnie prace są jednymi z niewielu, które Bach opublikował, zaś suitę gitarową przygotował dla „Monsieura Schouster”, prawdopodobnie za dodatkową opłatą, tak więc wszystkie trzy mogą świadczyć o popularności tej formy muzycznej.
Naukowcy uważają, że Bach nie skomponował czterech suit orkiestrowych jako cykl (tak, jak zrobił to z Koncertami brandenburskimi), ponieważ źródła są różne, co będzie można zauważyć poniżej.
W katalogu Bach-Werke-Verzeichnis jest jeszcze piąta suita, BWV 1070 g-moll. Jednak jest mało prawdopodobne, że została ona napisana przez J.S. Bacha.

## I Suita orkiestrowa C-dur, BWV 1066

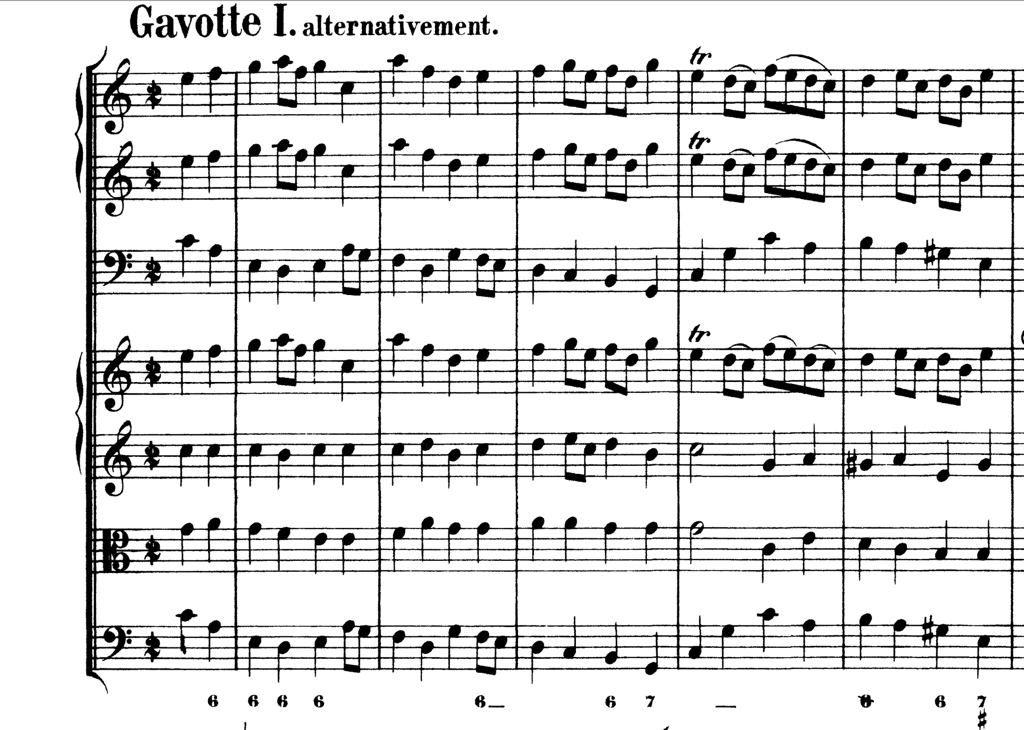
Pierwsze takty gawotu I – widać na nutach, że metrum z przekreśloną cyfrą 2 oznacza metrum 4/4.

Źródłem jest zbiór fragmentów partytur z Lipska w 1724-45 skopiowanych przez C.G. Meissnera.
1. Uwertura (W C-dur. Metrum ₵; metrum sekcji z fugą: przekreślone 2)
2. Courante (C-dur. Metrum 3/2)
3. Gawot I/II (C-dur. Metrum: przekreślone 2)
4. Forlan (C-dur. Metrum 6/4)
5. Menuet I/II (C-dur. Metrum 3/4)
6. Bourrée I/II (Bourrée I w C-dur, Bourree II – środkowa część, w c-moll. Metrum: przekreślone 2)
7. Passepied I/II (w C-dur. Metrum 3/4)

Instrumentacja: oboje I i II, fagot, skrzypce I i II, altówki, basso continuo.

## II Suita orkiestrowa h-moll, BWV 1067
Częściowym źródłem są fragmenty autografów (Bach wypisał z nich partie dla fletu i altówki) z Lipska w 1738-39.
1. Uwertura (w h-moll; metrum sekcji otwierającej: C, metrum sekcji z fugą: przekreślone 2; metrum sekcji zamykającej: 3/4)
2. Rondo – napisane przez Bacha jako Rondeaux (h-moll. Metrum ₵)
3. Sarabanda (h-moll. Metrum 3/4), z kanonem w kwincie między fletem (i pierwszymi skrzypcami) a basso continuo
4. Bourrée I i II (c-moll. Metrum ₵)
5. Polonaise-double (h-moll. Metrum dla obu 3/4); partia fletu oznaczona "Moderato e staccato" a pierwsze skrzypce – "lentement" (powoli)
6. Menuet (h-moll. Metrum 3/4)
7. Badinerie (h-moll. Metrum 2/4). W autografie Bacha Battinerie[3].

Instrumenty: "[Flute] traversière" (flet poprzeczny) solo, skrzypce I i II, altówka, basso continuo.
Polonez jest stylizacją z polskiej melodii ludowej „Wezmę ja kontusz”. Badinerie (fr. „żartować”, w innych dziełach Bacha używane było słowo o tym samym znaczeniu, tylko w języku włoskim – "scherzo") stał się pokazowym utworem dla flecistów ze względu na jego szybkie tempo i trudność.

### Wcześniejsza wersja a-moll
Joshua Rifkin twierdzi, opierając się na głębokiej analizie częściowo zachowanych autografów z oryginalnego źródła, że ta suita jest oparta na wcześniejszej wersji a-moll, w której zamiast partii solowej skrzypiec została zapisana partia solowa fletu. Rifkin pokazuje, że błędy w notacji muzycznej w zachowanych częściach można najlepiej wyjaśnić skopiowaniem ich z modelu o cały ton niżej, i że ta solowa partia mogłaby zejść poniżej najniższego możliwego dźwięku, jaki może wykonać flet, na który to tę partię solową Bach napisał (flet prosty, który jest nazywany przez Bacha flauto traverso lub flute traversiere). 
Rifkin twierdzi, że skrzypce były najbardziej prawdopodobną opcją, zauważając, że w autografie słowo "Traversiere" Bach, jak się jemu wydaje, przekształcił literę "T" z wcześniejszej "V", co sugeruje, że początkowo zamierzał napisać słowo "violino" – skrzypce, dalej, Rifkin zauważa pasaże, do których mogłaby być użyta bariolage – technika wydobywania dźwięków z instrumentów smyczkowych. Rifkin sugeruje również, że Bach był zainspirowany do napisania tej suity podobną pracą jego drugiego kuzyna – Johanna Bernharda Bacha.
Flecista Stephen Zohn zgadza się z argumentami za wcześniejszą wersją w a-moll, ale sugeruje, że oryginalne części mogą już grać zarówno na flecie, jak i na skrzypcach.
Oboista Gonzalo X. Ruiz argumentuje szczegółowo, że instrumentem grającym solo w pierwotnej wersji a-moll był obój, i nagrał własną rekonstrukcję tego domniemanego oryginału na oboju barokowym. Jego argumenty przeciwko skrzypcom to m.in. to, że skala instrumentu jest "nietypowo ograniczona" jak na skrzypce; "notorycznie unika się struny G" i że w takiej wersji, że to skrzypce są instrumentem solowym, dźwięki byłyby niższe niż w partii pierwszych skrzypiec, co jest niespotykane w dedykowanych temu instrumentowi koncertach skrzypcowych. Natomiast za swoją tezą argumentuje, że "zakres dźwięków jest dokładnie zakresem dla obojów u Bacha", linia partii solowej schodzi czasem poniżej linii melodycznej pierwszych skrzypiec, co było typową praktyką w muzyce barokowej, tak, aby obój był cały czas słyszalny; zaś figury muzyczne są bardzo podobne do wielu dzieł na oboje z tamtego okresu.

## III Suita orkiestrowa D-dur, BWV 1068
Najstarszym źródłem są części z autografami z około 1730 roku. Bach napisał partie dla pierwszych skrzypiec i continuo, C.P.E. Bach napisał dla trąbki, oboju i kotłów, a uczeń Bacha – Johann Ludwig Krebs napisał dla drugich skrzypiec i altówek. Rifkin twierdzi, że oryginalna wersja była przeznaczona tylko na smyczki i continuo.
1. Uwertura (D-dur. Metrum ₵ dla sekcji otwierającej; dla sekcji z fugą metrum to przekreślone 2, w autografie pierwsze skrzypce są z dopiskiem "vite" (szybko); metrum C w ostatniej sekcji)
2. Aria (D-dur. Metrum C)
3. Gawot I i II (D-dur. Metrum ₵)
4. Bourrée (D-dur. Metrum ₵)
5. Gigue (D-dur. Metrum 6/8)

Instrumentacja: Trąbki I, II i III, kotły, oboje I i II, skrzypce I i II, altówki, basso continuo (druga część: tylko smyczki i continuo)

### Transpozycja drugiej części
Aranżacja drugiej część suity przez niemieckiego skrzypka Augusta Wilhelmj (1845-1908) stała się znana jako Aria na strunie G.

## IV Suita orkiestrowa D-dur, BWV 1069
Źródło jest zagubione, ale istniejące części pochodzą z około 1730. Rifkin twierdzi, że stracona oryginalna wersja, napisana jeszcze w czasach pobytu kompozytora w Köthen, nie posiadała w swojej instrumentacji trąb, kotłów, i że Bach po raz pierwszy dodał te instrumenty, gdy adaptował fragment uwertury do chóralnej pierwszej części wielkanocnej kantaty Unser Mund sei voll Lachens, BWV 110 ("Nasze usta pełne śmiechu") z 1725 roku.
1. Uwertura (D-dur. Metrum C dla otwierającej sekcji, 9/8 dla szybkiej sekcji z fugą)
2. Bourrée I i II (Bourrée I w D-dur, Bourrée II – środkowa część, w h-moll. Metrum C)
3. Gawot (D-dur. Metrum C)
4. Menuet I i II (D-dur. Metrum 3/4)
5. Réjouissance (D-dur. Metrum 3/4)

Instrumentacja: trąbki I, II i III, kotły, oboje I, II i III, fagot, skrzypce I i II, altówki, basso continuo.